# Powojnik południowy

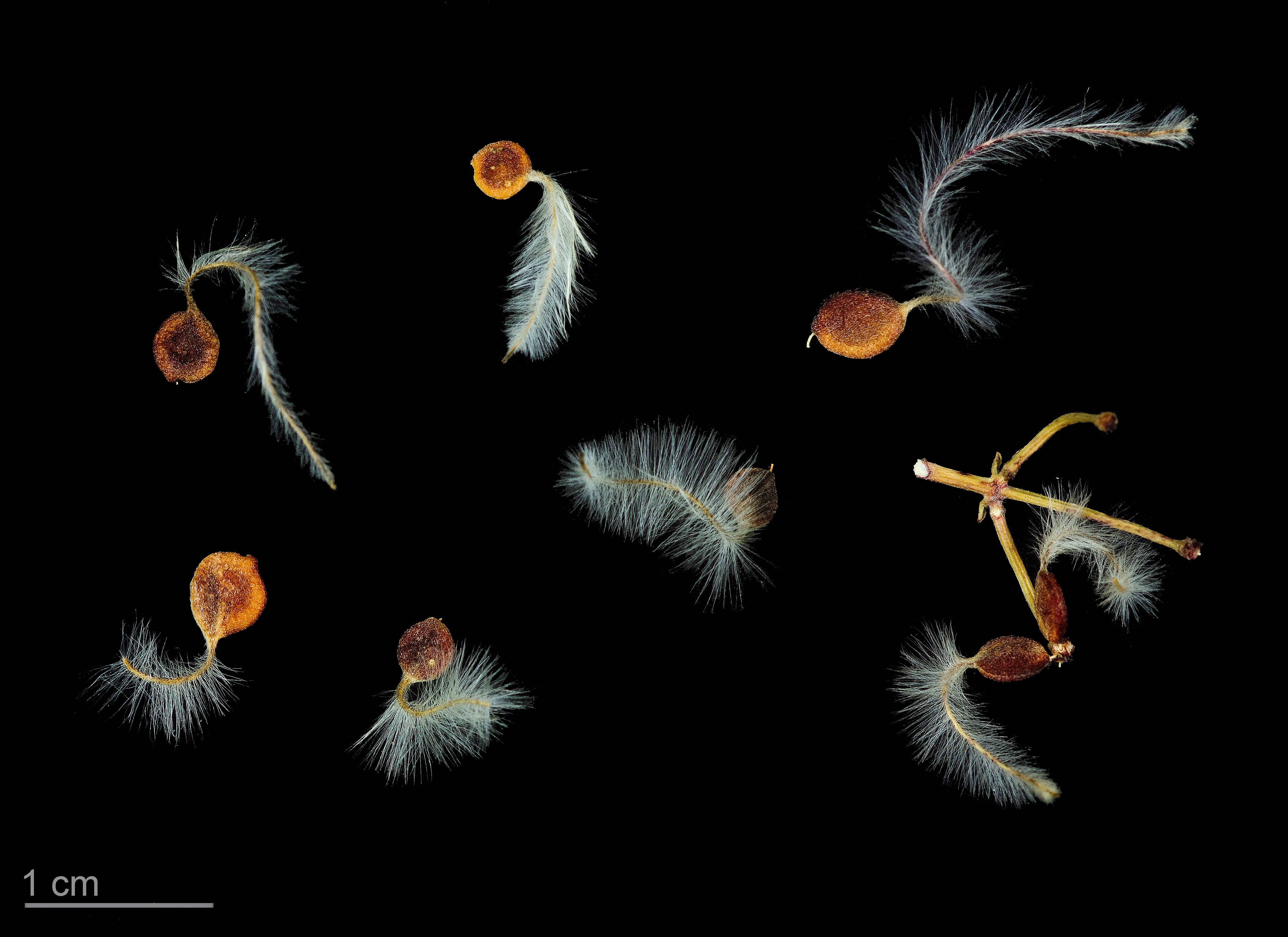
Owoce

Powojnik południowy (Clematis flammula L.) – gatunek rośliny z rodziny jaskrowatych (Ranunculaceae Juss.). Występuje w Azji Zachodniej (Iran, Izrael, Liban, Syria, Turcja), na Zakaukaziu, w Afryce Północnej oraz w południowej i południowo-wschodniej Europie. Jest uprawiany w niektórych krajach.

## Morfologia
PokrójOsiąga wysokość do 5 m.
LiścieDrobne, silnie powcinane, mają ciemnozielone brzegi i białozielone unerwienie.
KwiatyDrobne, o średnicy 2-3 cm, czteropłatkowe, koloru białego.
OwocePuszyste owocostany.

## Biologia i ekologia
RozwójRoczne przyrosty wynoszą 3-5 m. Roślina kwitnie obficie w okresie od sierpnia do października. Owocostany pozostają na pędach aż do wiosny. Kwiaty wydzielają silny, słodki zapach.
Cechy fitochemiczneJak wszystkie powojniki jest lekko trujący.

## Zastosowanie
Roślina ozdobnaJest uprawiany (rzadko) jako roślina ozdobna. Nadaje się na rabaty i do ogrodów naturalistycznych. Od łacińskiej nazwy tego powojnika pochodzi nazwa całej, wydzielonej przez ogrodników grupy powojników Flammula.

## Uprawa
WymaganiaPowojnik południowy najlepiej rośnie na żyznej i przepuszczalnej, umiarkowanie wilgotnej glebie i na stanowisku słonecznym oraz stosunkowo ciepłym.
RozmnażanieRozmnażanie przez wysiew nasion lub poprzez sadzonki pędowe.
PielęgnacjaW uprawie powojnik powinien być przycinany corocznie (wiosną [luty-kwiecień]) ze względu na bardzo szybki wzrost tej rośliny.